# Hellraiser: Judgment
Hellraiser: Judgment este un film de groază american din 2018 regizat de Gary J. Tunnicliffe. Este al zecelea film din seria Hellraiser a lui Clive Barker. În rolurile principale joacă actorii Damon Carney, Randy Wayne, Alexandra Harris, Heather Langenkamp și Paul T. Taylor.

## Distribuție
- Damon Carney - Detectivul Sean Carter / Preceptorul
- Randy Wayne - Detectivul David Carter
- Heather Langenkamp - proprietara
- Paul T. Taylor - Pinhead
- Gary J. Tunnicliffe - în calitate de auditor
- John Gulager - Evaluator
- Mike Jay Regan - Chatterer